# Порт-Лавака
Порт-Лавака (англ. Port Lavaca) — город в штате Техас (США), расположенный примерно в 180 км юго-западнее Хьюстона и в 200 км юго-восточнее Сан-Антонио. Порт-Лавака является административным центром округа Калхун. Согласно Бюро переписи населения США, по переписи 2010 года население Порт-Лаваки составляло 12 248 человек.

## История
Населённый пункт Ла-Вака (от исп. La Vaca — корова) был заложен в 1842 году, впоследствии его название стало писаться слитно — Лавака (Lavaca). В 1846 году, когда был образован округ Калхун, поселение Лавака стало его окружным центром, там было открыто почтовое отделение. С 1847 года Лавака стала одним из портовых центров области залива Матагорда. По сведениям на 1850 год, в Лаваке проживали 231 свободный житель и 84 раба.
В 1852 году полномочия окружного центра перешли к соседней Индианоле, которая находилась несколько южнее, на западном берегу залива Матагорда. Преимуществом Индианолы было наличие недалеко от неё глубоководного порта Паудерхорн (Powderhorn). В том же году лавакские бизнесмены организовали углубление прохода к порту Лаваки через песчаные отмели, чтобы облегчить движение кораблей и иметь возможность соперничать с Индианолой. Кроме этого, в 1861 году было завершено строительство железнодорожной ветки San Antonio and Mexican Gulf Railroad от Лаваки до Виктории, начатое в 1856 году. Тем не менее, Лавака всё же продолжала проигрывать соседнему городу — на 1860 год её население (не считая рабов) составляло 526 человек, в то время как аналогичный показатель у Индианолы был более чем в два раза выше — 1150 человек.
Во время Гражданской войны в США в Лаваке располагался ряд гарнизонов Конфедерации, там же находился крупный арсенал. 31 октября и 1 ноября 1862 года порт Лаваки подвергался бомбардировкам федеральных военно-морских кораблей, но город, защищённый двумя береговыми батареями, выстоял. Войска США заняли его только в декабре 1863 года, причём перед сдачей по приказу властей Конфедерации были разрушены железная дорога и причальные сооружения Лаваки. Вскоре после этого, в апреле 1864 года, окружной центр опять был возвращён из Матагорды в Лаваку, но после окончания войны, в сентябре 1865 года, центром округа снова стала Матагорда. В 1866 году была восстановлена железная дорога, соединяющая Лаваку с Викторией. На 1870 год «белое» население Лаваки составляло 429 человек, а «цветное» — 339 человек.
В 1875 году и Лавака, и Индианола серьёзно пострадали от урагана, который, в частности, вывел из строя участок железной дороги, соединяющей Лаваку с Викторией, в то время как железнодорожное сообщение с Индианолой продолжало функнционировать. В результате этого население Лаваки стало быстро сокращаться: в 1880 году там оставалось около ста человек, а к 1884 году — около семидесяти. В 1886 году на область залива Матагорда обрушился ещё один крупный ураган, окончательно разрушивший Индианолу, так что было принято решение её не восстанавливать. В результате этого в ноябре 1886 года административным центром округа опять стала Лавака, население которой стало постепенно увеличиваться. В 1887 году было восстановлено железнодорожное сообщение до Виктории. Примерно с того же времени название Лавака было заменено на Порт-Лавака. Согласно переписи населения 1890 года, в Порт-Лаваке проживало 365 человек (по другим данным — около 500 человек), а к 1896 году там уже было около 800 человек.
К 1913 году было завершено строительство участка Берегового канала, соединившего Порт-Лаваку с Галвестоном. В 1920 году было закончено строительство сиуолла (англ. seawall) — берегового укрепления, защищающего от наводнений и эрозии. В 1920-х годах за счёт экспорта креветок Порт-Лавака стал одним из главных центров США по производству морских продуктов. В середине 1930-х годов в окрестностях Порт-Лаваки были обнаружены запасы нефти и газа. От города была сооружена дамба-эстакада к восточному берегу залива Лавака — к поселению Пойнт-Комфорт. Начиная со второй половины 1940-х годов в Порт-Лаваке появился ряд промышленных предприятий, включая завод по производству алюминия компании Alcoa. К 1965 году было завершено сооружение прохода для кораблей через заливы Матагорда и Лавака (Matagorda Ship Channel) к Пойнт-Комфорту и Порт-Лаваке. В 1961 году дамба-эстакада через залив Лавака была частично разрушена ураганом «Карла», и её пришлось перестраивать. Часть старой дамбы была впоследствии превращена в рыболовный пирс.

## Население
Согласно переписи населения 2010 года, в Порт-Лаваке проживали 12 248 человек, включая 4224 домашних хозяйства.
Расовый состав:
- 76,6 % белых
- 3,8 % чёрных и афроамериканцев
- 0,5 % коренных американцев
- 6,1 % азиатов
- 10,8 % других рас
- 2,1 % принадлежащих к двум или более расам

Доля латиноамериканцев и испаноязычных жителей любых рас составила 56,6 %.
Возрастное распределение: 28,8 % младше 18 лет (из них 7,9 % младше 5 лет), 58,3 % от 18 до 64 лет, и 12,9 % возраста 65 лет и старше. Средний возраст — 34,2 лет. На каждые 100 женщин было 99,5 мужчин (то есть 50,1 % женщин и 49,9 % мужчин).

## География
Порт-Лавака расположен примерно в 180 км юго-западнее Хьюстона и в 200 км юго-восточнее Сан-Антонио. Примерно в 40 км к северо-западу от него находится город Виктория, а в 115 км к юго-западу — город Корпус-Кристи.
Порт-Лавака находится на западном берегу залива Лавака, который на юге соединяется с заливом Матагорда и далее с Мексиканским заливом. Расстояние от Порт-Лаваки до выхода в Мексиканский залив — около 35 км.
Порт-Лавака расположен недалеко от центральной точки 440-километрового техасского участка побережья Мексиканского залива.

## Климат
Согласно классификации климатов Кёппена, климат Порт-Лаваки относится к типу Cfa — влажный субтропический климат.
| Показатель                    | Янв.  | Фев. | Март | Апр. | Май  | Июнь | Июль | Авг. | Сен. | Окт. | Нояб. | Дек. | Год   |
| ----------------------------- | ----- | ---- | ---- | ---- | ---- | ---- | ---- | ---- | ---- | ---- | ----- | ---- | ----- |
| Абсолютный максимум, °C       | 29,4  | 33,3 | 34,4 | 35,6 | 38,9 | 39,4 | 40,6 | 41,7 | 40,6 | 36,7 | 35,0  | 31,7 | 41,7  |
| Средний суточный максимум, °C | 17,6  | 19,1 | 22,7 | 26,2 | 29,2 | 32,4 | 33,8 | 34,1 | 31,9 | 28,1 | 23,1  | 19,3 | 26,4  |
| Средняя температура, °C       | 12,3  | 13,8 | 17,6 | 21,6 | 24,8 | 27,8 | 28,9 | 29,1 | 27,1 | 22,8 | 17,7  | 13,9 | 21,4  |
| Средний суточный минимум, °C  | 7,0   | 8,5  | 12,4 | 16,9 | 20,4 | 23,4 | 24,1 | 24,1 | 22,2 | 17,6 | 12,3  | 8,4  | 16,4  |
| Абсолютный минимум, °C        | −11,7 | −9,4 | −3,9 | 1,7  | 8,9  | 13,9 | 13,9 | 13,9 | 7,8  | 2,2  | −7,2  | −10  | −11,7 |
| Норма осадков, мм             | 76    | 59   | 59   | 72   | 120  | 107  | 104  | 94   | 153  | 138  | 93    | 67   | 1142  |
| Источник: www.weatherbase.com |       |      |      |      |      |      |      |      |      |      |       |      |       |

## Образование
Школы города принадлежат Независимому школьному округу округа Калхун (англ. Calhoun County Independent School District).

## Транспорт
- Автомобильное сообщение
  - Основные автомобильные дороги, пересекающие Порт-Лаваку:
    -  US 87 (англ. US Highway 87) начинается в Порт-Лаваке и идёт на северо-запад, в сторону Виктории и далее к Сан-Антонио.
    -  Шоссе 35 штата Техас (англ. State Highway 35) подходит к Порт-Лаваке с юго-запада (со стороны Корпус-Кристи) и продолжается на северо-восток, в сторону Бей-Сити и далее к Хьюстону.
    -  Шоссе 238 штата Техас (англ. State Highway 238) начинается в Порт-Лаваке и идёт на юго-запад, в сторону Сидрифта[англ.].
    -  Шоссе 316 штата Техас (англ. State Highway 316) начинается в Порт-Лаваке и идёт на юго-восток, в сторону Индианолы[англ.].
- Воздушное сообщение
  - Аэропорт округа Калхун (Calhoun County Airport, ICAO:KPKV, FAA LID: PKV) находится примерно в 5 км к северо-западу от Порт-Лаваки. Владельцем этого гражданского аэропорта являются власти округа Калхун[11].

## Фотогалерея
|  |  |  |  |